# William Gauvin
Pour les articles homonymes, voir Gauvin.
 (décembre 2017).
Si vous disposez d'ouvrages ou d'articles de référence ou si vous connaissez des sites web de qualité traitant du thème abordé ici, merci de compléter l'article en donnant les références utiles à sa vérifiabilité et en les liant à la section « Notes et références ».
William Henri Gauvin est un ingénieur et professeur québécois, né le 30 mars 1913 à Paris et mort le 6 juin 1994.
Il était titulaire d'un doctorat en chimie de l'Université McGill. Il était professeur adjoint de génie chimique (1947-1962) au Département d'ingénierie chimique de l'Université McGill. 
Il a fondé en 1961 le Noranda Research Centre à Montreal et en fut le premier chef de la recherche avant d'en être le directeur de la recherche et développement jusqu'en 1983. 

## Honneurs
- 1966 - Prix Urgel-Archambault
- 1969 - Membre de la Société royale du Canada
- 1975 - Compagnon de l'Ordre du Canada[2]
- 1979 - Médaille d'or de la Société d'encouragement pour la recherche et l'invention de la France[2]
- 1984 - Prix Marie-Victorin[2]
- 1986 - Médaille Julian C. Smith[2]
- 1988 - Prix Izaak-Wolton-Killam du Conseil des Arts du Canada[2]
- 1992 - Prix INNOVATION